# Campo de concentración de Onsong
El campo de concentración de Onsong fue un campo de concentración en Corea del Norte, ubicado en Changpyong, condado de Onsong, Hamgyong del Norte, que albergaba a unos 15 000 presos políticos. Su denominación oficial era Campo de Concentración (Kwan-li-so) Número 12.

## Historia
Este campo de concentración servía de centro de internamiento forzoso para opositores al régimen político de Corea del Norte, al igual que varios otros situados a lo largo y ancho del país. Aunque la información acerca de este lugar es escasa, dos desertores norcoreanos afirman que se produjo una revuelta a gran escala en el campo de Onsong en mayo de 1987, que fue suprimida por los guardias de forma violenta. Según el testimonio de estas personas (Ahn Myong-chol, un guardia de un campo de concentración similar, y Mun Hyon-il, un residente de la zona), la revuelta comenzó cuando un interno asesinó a un guardia, en protesta por las deplorables condiciones de vida de los presos. Inmediatamente, otros 200 presos se unieron a la manifestación y redujeron a otro guardia. Al poco tiempo de iniciarse, la protesta se había convertido en un motín carcelario, en el cual participaron aproximadamente 5000 presos.
Tras recibir refuerzos de otros campos de concentración, según declararon los desertores, los guardias sofocaron el levantamiento con ametralladoras. Sin embargo, no hay consenso en torno al saldo final de fallecidos: Ahn Myong-Chol y Mun Hyon-il aseguran que los guardias ejecutaron a todos los implicados en el levantamiento, pero un tercer desertor, relacionado con las fuerzas de seguridad norcoreanas antes de su huida del país, declaró que tan solo un tercio de los amotinados fue ajusticiado. En 1989, las autoridades norcoreanas clausuraron este campo de concentración, presuntamente a causa de su proximidad con la frontera de la República Popular China. Por este motivo, los presos políticos allí retenidos fueron trasladados al campo de reeducación de Hoeryong.